# 46595 Kita-Kyushu
46595 Kita-Kyushu è un asteroide della fascia principale. Scoperto nel 1992, presenta un'orbita caratterizzata da un semiasse maggiore pari a 2,3362928 UA e da un'eccentricità di 0,2043700, inclinata di 2,91066° rispetto all'eclittica.